# Souzy
Souzy ist eine französische Gemeinde mit 767 Einwohnern (Stand 1. Januar 2022) im Département Rhône in der Region Auvergne-Rhône-Alpes. Sie gehört zum Arrondissement Lyon und zum Kanton L’Arbresle.

## Nachbargemeinden
Nachbargemeinden von Souzy sind Saint-Laurent-de-Chamousset im Norden, Saint-Genis-l’Argentière im Nordosten, Sainte-Foy-l’Argentière im Osten, Aveize im Südosten, Meys im Süden, Haute-Rivoire im Westen und Les Halles im Nordwesten.

## Bevölkerungsentwicklung
| Jahr                       | 1962 | 1968 | 1975 | 1982 | 1990 | 1999 | 2013 |
| Einwohner                  | 613  | 613  | 571  | 568  | 615  | 578  | 772  |
| Quellen: Cassini und INSEE |      |      |      |      |      |      |      |

## Sehenswürdigkeiten
- Mariä-Himmelfahrt-Kirche (Église de l'Assomption) aus dem 11. Jahrhundert